# Äquivalenzökonomie
Die Äquivalenzökonomie ist ein Konzept für eine Form des Sozialismus, das den Marktwert von Waren durch den Wert der in ihnen enthaltenen „lebendigen Arbeit“ (Karl Marx) ersetzen will. – Sie wurde von Arno Peters vertreten und wird heute von dem deutschen Sozialwissenschaftler Heinz Dieterich gelehrt. Die Arbeiten Dieterichs beeinflussten maßgeblich linksgerichtete südamerikanische Politiker wie Hugo Chávez oder Fidel Castro.

## Definition
Kern der Theorie ist eine Arbeitswerttheorie. Konkret sollen alle Preise durch Arbeitszeitwerte angegeben werden: Alles wird daran gemessen, wie viel Arbeitszeit ein Mensch in ein zu tauschendes Produkt einbringt. Das würde bedeuten, dass eine Führungskraft für dieselbe Arbeitszeit genauso viel bekommt wie eine Reinigungskraft, wobei unterschiedliche Bildungswege und -zeiten durchaus in Rechnung gestellt werden können. Zudem wird gerade für eine Übergangsphase zum Sozialismus die Notwendigkeit anerkannt, Anreizstrukturen aufrechtzuerhalten (z. B. Gratifikation produktiverer Arbeit). Das Konzept setzt weiterhin die Teilnahme aller Beteiligten bei Etatplanungen voraus.
Es handelt sich laut Dieterich um den Entwurf einer „auf der Werttheorie basierenden nichtmarktwirtschaftlichen, demokratisch von den unmittelbar Wertschaffenden bestimmten“ Nationalökonomie. Er und seine Anhänger bezeichnen dies als „Sozialismus des 21. Jahrhunderts“ und beziehen sich dabei explizit auf Karl Marx.

## Diskussion
In den Wirtschaftswissenschaften wird die Äquivalenzökonomie nicht diskutiert.
Von marxistischen Kritikern wird die Äquivalenzökonomie als ein aus Missverständnissen resultierendes Paradoxon beschrieben. Arbeit könne für Marx gar keinen fixierbaren Wert haben. Es handle sich bei der Theorie um ein Konzept für einen Sozialismus, das auf dessen Gegenteil beruhe, nämlich einer Beschreibung der kapitalistischen Marktwirtschaft.
Für Marx sind Werttheorie und kapitalistische Marktwirtschaft (Warentausch) untrennbar verbunden. Daher ist auch die Arbeitszeit für ihn keine fixe Größe, nach der man sich richten könne, sondern selbst schon von Tauschverhältnissen abhängig. Marx führte aus, dass die „Wertgegenständlichkeit [der Waren] rein gesellschaftlich ist, […] sie nur im gesellschaftlichen Verhältnis von Ware zu Ware erscheinen kann. Wir gingen in der Tat vom Tauschwert oder Austauschverhältnis der Waren aus, um ihrem darin versteckten Wert auf die Spur zu kommen“ (Das Kapital, Bd. I, S. 63).
Anhänger der Äquivalenzökonomie rechtfertigen sich damit, dass sie ein Versuch sei, den Widerspruch zwischen Werttheorie und Sozialismus aufzulösen, die Marx in seinem Hauptwerk Das Kapital für unvereinbar hält.

### Videos
- Arno Peters: Videos